# Milton (Cambridgeshire)
Pour les articles homonymes, voir Milton.
Milton est un village et une paroisse civile du Cambridgeshire, en Angleterre. Il est situé à quelques kilomètres au nord de la ville de Cambridge. Administrativement, il relève du district du South Cambridgeshire. Au moment du recensement de 2011, il comptait 4 679 habitants.